# Сухининська сільська рада
Сухининська сільська́ ра́да — адміністративно-територіальна одиниця та орган місцевого самоврядування в Богодухівському районі Харківської області. Адміністративний центр — село Сухини.

## Загальні відомості
- Сухининська сільська рада утворена в 1918 році.
- Територія ради: 51,05 км²
- Населення ради: 940 осіб (станом на 2001 рік)
- Територією ради протікає річка Сухий Мерчик.

## Населені пункти
Сільській раді підпорядковані населені пункти:
- с. Сухини
- с-ще Гавриші
- с. Кияни
- с. Павлове
- с. Скосогорівка

## Склад ради
Рада складається з 14 депутатів та голови.
- Голова ради: Горбунов Микола Вікторович
- Секретар ради: Шпакова Інна Іванівна

### Керівний склад попередніх скликань
| Прізвище, ім'я, по батькові | Основні відомості                                                 | Дата обрання | Дата звільнення |
| --------------------------- | ----------------------------------------------------------------- | ------------ | --------------- |
| Бець Сергій Сергійович      | Сільський голова, 1984 року народження                            | 26.03.2006   | 31.10.2010      |
| Горбунов Микола Вікторович  | Сільський голова, 1962 року народження, освіта вища, безпартійний | 31.10.2010   |                 |

Примітка: таблиця складена за даними сайту Верховної Ради України

### Депутати
За результатами місцевих виборів 2010 року депутатами ради стали:

#### За суб'єктами висування
| Суб'єкт висування                                       | Кількість обраних депутатів | %    |
| ------------------------------------------------------- | --------------------------- | ---- |
| Партія регіонів                                         | 7                           | 50   |
| Народна партія                                          | 3                           | 21,4 |
| Політична партія Всеукраїнське об'єднання «Батьківщина» | 3                           | 21,4 |
| Партія «Відродження»                                    | 1                           | 7,1  |

#### За округами
| № округу                                                | Прізвище, ім'я, по батькові      | Дата визнання обраним | Освіта  | Партійна приналежність                        | Відомості про обраного депутата                                 |
| ------------------------------------------------------- | -------------------------------- | --------------------- | ------- | --------------------------------------------- | --------------------------------------------------------------- |
| Народна Партія                                          |                                  |                       |         |                                               |                                                                 |
| 4                                                       | Карпенко Леонід Євгенійович      | 04.11.2010            | середня | член Української Народної Партії              | Сухининська сільська рада, опалювач                             |
| 6                                                       | Піскунова Любов Віталіївна       | 04.11.2010            | середня | член Української Народної Партії              | Киянівський фельдшерсько-акушерський пункт, санітарка           |
| 9                                                       | Коваленко Олександр Миколайович  | 04.11.2010            | середня | член Української Народної Партії              | пенсіонер                                                       |
| Партія «ВІДРОДЖЕННЯ»                                    |                                  |                       |         |                                               |                                                                 |
| 14                                                      | Лазуренко Яна Юріївна            | 04.11.2010            | середня | член Партії «ВІДРОДЖЕННЯ»                     | Українська державна академія залізничного транспорту, студентка |
| Партія регіонів                                         |                                  |                       |         |                                               |                                                                 |
| 1                                                       | Ружинська Тетяна Павлівна        | 04.11.2010            | середня | член Партії регіонів                          | Сухининська сільська рада, головний бухгалтер                   |
| 2                                                       | Шпаков Василь Семенович          | 04.11.2010            | середня | член Партії регіонів                          | ПП «Хелком», охоронець                                          |
| 3                                                       | Шпакова Инна Іванівна            | 04.11.2010            | середня | член Партії регіонів                          | Сухининська сільська рада, секретарради                         |
| 8                                                       | Бондаренко Микола Михайлович     | 04.11.2010            | середня | член Партії регіонів                          | тимчасово не працює                                             |
| 11                                                      | Славута Олександр Вікторович     | 04.11.2010            | вища    | член Партії регіонів                          | ТОВ «Родіна», завмайстернею                                     |
| 12                                                      | Ольховсь Валентина Володимирівна | 04.11.2010            | середня | член Партії регіонів                          | Гавришанський дошкільний навчальний заклад, вихователь          |
| 13                                                      | Тарасенко Олена Вікторівна       | 04.11.2010            | середня | член Партії регіонів                          | Гавришанський дошкільний навчальний заклад, завідувачка         |
| Політична партія Всеукраїнське об'єднання «Батьківщина» |                                  |                       |         |                                               |                                                                 |
| 5                                                       | Підлісна Тамара Іванівна         | 04.11.2010            | середня | член Всеукраїнського об'єднання «Батьківщина» | тимчасово не працює                                             |
| 7                                                       | Субота Олексій Михайлович        | 04.11.2010            | середня | член Всеукраїнського об'єднання «Батьківщина» | пенсіонер                                                       |
| 10                                                      | Калітіна Любов Миколаївна        | 04.11.2010            | вища    | член Всеукраїнського об'єднання «Батьківщина» | Богодухівський колегіум № 2, вчитель                            |